# Victor Jovica
Victor Jovica (Metković, 26 novembre 1945) è un ex wrestler e dirigente d'azienda portoricano di origini croate.
Insieme a Carlos Colón, è uno dei co-fondatori della Capitol Sports Promotions, attualmente conosciuta come World Wrestling Council (WWC), che, sin dagli anni settanta, è la federazione di wrestling più importante dell'isola di Porto Rico.

## Carriera
Jovica fece il suo debutto nel wrestling nel 1971, lavorando principalmente nella Stampede Wrestling canadese. Nel 1974 si trasferì a Porto Rico dove, insieme a Carlos Colón e Víctor Quiñones, fondò la Capitol Sports Promotions. Nel dicembre 1976, Jovica e il suo partner di tag team Hercules Ayala vinsero il titolo NWA North American Tag Team Championship (Puerto Rico/WWC version) sconfiggendo Heigo Hamaguchi e Gordon Nelson. La coppia detenne le cinture per 21 giorni prima di cederle ai "Los Super Médicos" (Super Médico I & Super Médico II). Nel novembre 1977, Jovica vinse il North American tag Team Championship per la seconda volta, questa volta in coppia con Carlos Colón, battendo The Wild Samoans  (Afa & Sika). Dopo un solo mese i due furono sconfitti daI The Hollywood Blonds ("Dynamite" Jack Evans & "Pretty Boy" Larry Sharpe. l'8  febbraio 1983 Jovica sembrò aver sconfitto Ric Flair e vinto la cintura NWA World Heavyweight Championship, venendo anche annunciato come campione al termine del match. Tre giorni dopo, la commissione NWA annunciò che il cambio di titolo non era valido in quanto Jovica aveva un piede sulle corde durante lo schienamento di Flair. Questa era una pratica comune all'epoca, quando il campione NWA era un "campione itinerante", che doveva permettere allo sfidante locale di fare bella figura, mandare a casa i fan felici e poi ripartire come campione riconosciuto e continuare il tour. Negli anni novanta, Jovica lottò progressivamente sempre di meno, focalizzandosi sull'attività di promoter ma prendendo parte anche a qualche storyline, come quella per il controllo della WWC.

## Titoli e riconoscimenti
- National Wrestling Alliance
  - NWA World Heavyweight Championship (1) - non riconosciuto
- World Wrestling Council
  - Trinidad and Tobago Tag Team Championship (1) - con Gama Singh
  - WWC North American Tag Team Championship (2) - con Hercules Ayala (1) e Carlos Colón (1)[2]